# Deudorix kohli
Deudorix kohli är en fjärilsart som beskrevs av Aurivillius 1921. Deudorix kohli ingår i släktet Deudorix och familjen juvelvingar. Inga underarter finns listade i Catalogue of Life.